# Поручник бојног брода
Поручник бојног брода је у Војсци Србије чин официра за старешине на положају командира чете бродова и њима равним јединицама. Укинут је доношењем новог закона о Војсци Републике Србије 11. децембра 2007. године, а поново је уведен изменама и допунама Закона о Војсци Србије 27. децембра 2019. године. Официри у чину поручник бојног брода који су имали завршену војну академију или одговарајући цивилни факултет су укидањем овог чина добили чин Капетан корвете. Поручници бојног брода који нису имали завршену војну академију или одговарајући факултет су враћени у чин поручник фрегате. Приликом поновног увођења чина у војночиновничку хијерархију, капетан корвет постаје поручник бојног брода (поред општих услова за унапређење) који је претходних три године био у чину капетана корвете.
Током Народноослободилачког рата у НОВ и ПОЈ уведен је 1946. године и звао се Поручник 1. ранга по угледу на Црвену армију. 1955. назив му је преименован у садашњи и као такав постојао је и у Југословенској народној армији, Војсци Југославије и Војсци Србије и Црне Горе.
У копненој војсци чин поручник бојног брода одговара чину капетана I класе.

## Галерија
- Наруквна ознака
поручника бојног брода у војсци Краљевине СХС / Краљевине Југославије
- Еполета поручника бојног брода у војсци Краљевине Срба, Хрвата и Словенаца / Краљевине Југославије